# Jean Westwood
Jean Westwood (ur. 1931 w Manchesterze, zm. 26 lipca 2022) – brytyjska łyżwiarka figurowa, startująca w parach tanecznych z Lawrence Demmy'm. 4-krotna mistrzyni świata (1952–1955), dwukrotna mistrzyni Europy (1954, 1955) oraz 4-krotna mistrzyni Wielkiej Brytanii (1952–1955).

## Osiągnięcia
Z Lawrence Demmy'm
| Zawody                        | 1952           | 1953           | 1954           | 1955           |                |                |                |                |                |                |                |                |                |                |                |                |                |
| Międzynarodowe                | Międzynarodowe | Międzynarodowe | Międzynarodowe | Międzynarodowe | Międzynarodowe | Międzynarodowe | Międzynarodowe | Międzynarodowe | Międzynarodowe | Międzynarodowe | Międzynarodowe | Międzynarodowe | Międzynarodowe | Międzynarodowe | Międzynarodowe | Międzynarodowe | Międzynarodowe |
| ----------------------------- | -------------- | -------------- | -------------- | -------------- | -------------- | -------------- | -------------- | -------------- | -------------- | -------------- | -------------- | -------------- | -------------- | -------------- | -------------- | -------------- | -------------- |
| Mistrzostwa świata            | 1              | 1              | 1              | 1              |                |                |                |                |                |                |                |                |                |                |                |                |                |
| Mistrzostwa Europy            |                |                | 1              | 1              |                |                |                |                |                |                |                |                |                |                |                |                |                |
| Krajowe                       |                |                |                |                |                |                |                |                |                |                |                |                |                |                |                |                |                |
| Mistrzostwa Wielkiej Brytanii | 1              | 1              | 1              | 1              |                |                |                |                |                |                |                |                |                |                |                |                |                |

## Nagrody i odznaczenia
- Kanadyjska Galeria Sławy Łyżwiarstwa Figurowego[3]
- Światowa Galeria Sławy Łyżwiarstwa Figurowego – 1977[4]